# سیارک ۳۱۱۴
سیارک ۳۱۱۴ (به انگلیسی: 3114 Ercilla، نامگذاری:1980FB12) سه هزار و صد و چهاردهمین سیارک کشف شده‌است که در ۱۹ مارس ۱۹۸۰ کشف شد.
قدر مطلق سیارک برابر ۱۳٫۵۰ است.